# Max von Mosch

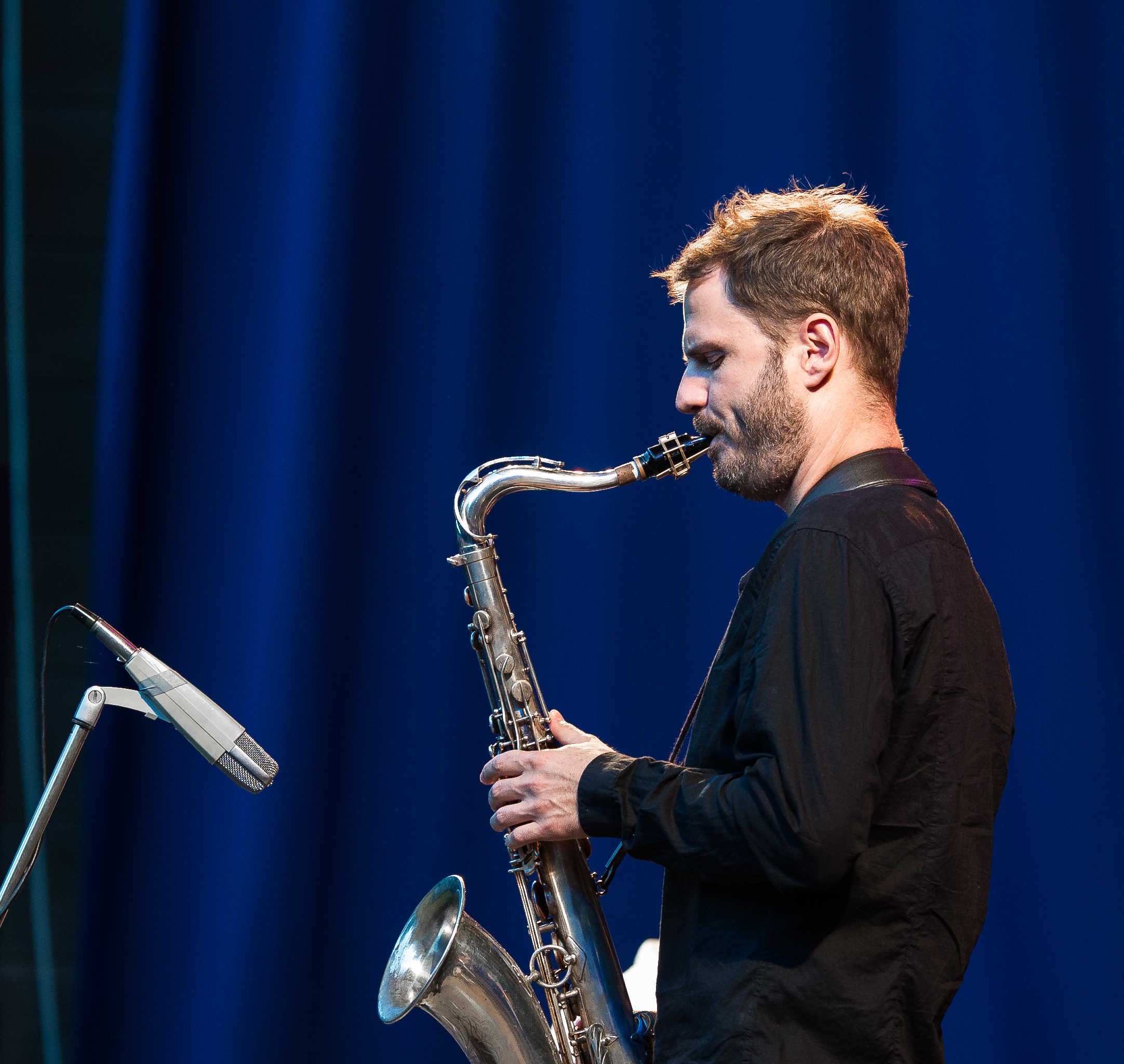
Max von Mosch (Jazz im Palmengarten, 2014)

Max von Mosch (* 1980 in Starnberg) ist ein deutscher Jazzmusiker (Tenor- und Sopransaxophon, auch Bassklarinette, Komposition).

## Leben und Wirken
Mosch, der in Gauting aufwuchs, begann mit acht Jahren Klavier zu spielen. Mit elf Jahren wechselte er zum Saxophon; als Jugendlicher war er in unterschiedlichen Ensembles der Münchner Musikszene tätig. Zwischen 1999 und 2001 gehörte er zum Landes-Jugendjazzorchester Bayern, mit dem er auch in  St. Petersburg und Moskau auftrat. Von 2000 bis 2006 studierte am Conservatorium van Amsterdam; als Austauschstudent verbrachte er je ein Semester an der Universität der Künste Berlin (2002/2003) und an der Manhattan School of Music in New York (2005). Zwischen 2002 und 2004 gehörte er auch zum Bujazzo unter Leitung von Peter Herbolzheimer. Von September 2008 bis Dezember 2010 studierte er am New England Conservatory in Boston. Zu seinen Lehrern gehören Ferdinand Povel, Dick Oatts, Michael Abene, George Garzone, Billy Hart, und Miguel Zenón. 
1999 gründete er zusammen mit Pianist Benedikt Jahnel, Bassist Benny Schäfer und Schlagzeuger Andi Haberl das Quartett max.bab, das in unveränderter Besetzung bis heute besteht. Das Quartett, das sieben Alben veröffentlichte, arbeitete auch mit Charlie Mariano, David Friedman und Wolfgang Muthspiel, trat bei Jazz Baltica und auf dem Montreal Jazz Festival auf und absolvierte internationale Tourneen im Auftrag des Goethe-Instituts.
Mit dem Gitarristen Max Frankl und dem Bassisten Henning Sieverts bildete er das Trio Francis Drake, das 2010 das Album Stories einspielte. Seine suitenartigen Kompositionen präsentierte er im großformatigen und prominent besetzten Max von Mosch Orchestra, das 2012 auch live im Bayerischen Fernsehen zu erleben war. Weiterhin spielt er im Trio mit Matthias Pichler und Jonas Burgwinkel. Auch arrangierte er für Edsilia Rombley.

## Preise und Auszeichnungen
Mit max.bab gewann Mosch zahlreiche Preise, darunter beim internationalen Jazzwettbewerb in Ústí nad Labem 2000 (Tschechien), bei der Bundesausscheidung „Jugend jazzt“ 2001, bei der er als Solisten-Preis ausgezeichnet wurde, und den Biberacher Jazzpreis 2001. Für künstlerisches und kulturelles Engagement wurde ihm 2005 der Günther-Klinge-Kulturpreis der Gemeinde Gauting verliehen. 

## Diskographische Hinweise
- max.bab feat. Martin Scales (2002)
- max.bab Going Home (2006)
- max.bab Inner Orbit (2009)
- Max von Mosch Orchestra Black Perigord (2011, mit u. a. Matt Garrison, Michael Dease, Robin Eubanks, Greg Gisbert, Xavier Davis, Linda Oh, Gene Jackson)
- Max von Mosch Orchestra Berlin Kaboom (2012, mit Christian Weidner, Gregor Bürger, Andy Haderer, Matthias Schriefl, Adrian Mears, Klaus Heidenreich, Christian Elsässer, Robert Landfermann, Jonas Burgwinkel)